# Ordinariato militar de la Fuerza de Defensa Nacional Sudafricana
El ordinariato militar de la Fuerza de Defensa Nacional Sudafricana u ordinariato militar de Sudáfrica (en inglés: Military Ordinariate of the South African Defence Force) es una circunscripción eclesiástica latina de la Iglesia católica en Sudáfrica, Inmediatamente sujeta a la Santa Sede. El ordinariato militar tiene al arzobispo Dabula Anthony Mpako como su ordinario desde el 30 de abril de 2019.

## Territorio y organización
El ordinariato militar tiene jurisdicción personal peculiar ordinaria y propia sobre los fieles católicos militares de rito latino (y otros fieles definidos en los estatutos), incluso si se hallan fuera de las fronteras del país, pero los fieles continúan siendo feligreses también de la diócesis y parroquia de la que forman parte por razón del domicilio o del rito, pues la jurisdicción es cumulativa con el obispo del lugar. Los cuarteles y los lugares reservados a los militares están sometidos primera y principalmente a la jurisdicción del ordinario militar, y subsidiariamente a la jurisdicción del obispo diocesano cuando falta el ordinario militar o sus capellanes. El ordinariato tiene su propio clero, pero los obispos diocesanos le ceden sacerdotes para llevar adelante la tarea de capellanes militares de forma exclusiva o compartida con las diócesis.
La sede del ordinariato militar se encuentra en la ciudad de Pretoria. No tiene catedral.
En 2019 en el ordinariato militar existían 2 parroquias.

## Historia
El vicariato castrense de Sudáfrica fue erigido el 17 de mayo de 1951.
Mediante la promulgación de la constitución apostólica Spirituali Militum Curae por el papa Juan Pablo II el 21 de abril de 1986 los vicariatos militares fueron renombrados como ordinariatos militares o castrenses y equiparados jurídicamente a las diócesis. Cada ordinariato militar se rige por un estatuto propio emanado de la Santa Sede y tiene a su frente un obispo ordinario nombrado por el papa teniendo en cuenta los acuerdos con los diversos Estados.
Desde su creación el cargo de ordinario militar de Sudáfrica se ha confiado al arzobispo de Pretoria.

## Estadísticas
De acuerdo al Anuario Pontificio 2020 el ordinariato militar en 2019 tenía 7 sacerdotes.
| Año                                                                             | Población            | Población | Población      | Sacerdotes | Sacerdotes    | Sacerdotes    | Bautizados por sacerdote | Diáconos permanentes | Religiosos | Religiosos | Parroquias |
| Año                                                                             | Bautizados católicos | Total     | % de católicos | Total      | Clero secular | Clero regular | Bautizados por sacerdote | Diáconos permanentes | Varones    | Mujeres    | Parroquias |
| ------------------------------------------------------------------------------- | -------------------- | --------- | -------------- | ---------- | ------------- | ------------- | ------------------------ | -------------------- | ---------- | ---------- | ---------- |
| 1990                                                                            |                      |           |                | 2          | 2             |               |                          |                      |            |            |            |
| 1998                                                                            |                      |           |                | 1          | 1             |               |                          |                      |            |            |            |
| 2001                                                                            |                      |           |                | 2          | 2             |               |                          |                      |            |            |            |
| 2002                                                                            |                      |           |                | 3          | 3             |               |                          |                      |            |            |            |
| 2003                                                                            |                      |           |                | 3          | 3             |               |                          |                      |            |            | 1          |
| 2013                                                                            |                      |           |                | 8          | 8             |               |                          |                      |            |            | 1          |
| 2016                                                                            |                      |           |                | 9          | 9             |               |                          |                      |            |            | 1          |
| 2019                                                                            |                      |           |                | 7          | 7             |               |                          |                      |            |            | 2          |
| Fuente: Catholic-Hierarchy, que a su vez toma los datos del Anuario Pontificio. |                      |           |                |            |               |               |                          |                      |            |            |            |

## Episcopologio
- John Colburn Garner † (17 de mayo de 1951-26 de marzo de 1976 renunció)
- George Francis Daniel (26 de marzo de 1976-24 de noviembre de 2008 retirado)
- Paul Mandla Khumalo, C.M.M. (24 de noviembre de 2008-15 de diciembre de 2009 renunció)
- William Matthew Slattery, O.F.M. (23 de diciembre de 2010-30 de abril de 2019 retirado)
- Dabula Anthony Mpako, desde el 30 de abril de 2019